# Francesco Paolo Michetti
Francesco Paolo Michetti (4. srpna 1851, Tocco da Casauria – 5. března 1929, Francavilla al Mare) byl italský malíř a fotograf.
Byl sirotek a v dětství musel pracovat. Získal stipendium, jež mu umožnilo studovat v Neapoli u Domenica Morelliho. Roku 1878 se usadil v obci Francavilla al Mare, která zůstala jeho trvalým bydlištěm. Cestoval i do Paříže, kde vystavoval v několika Salonech. Ve vyšším věku získal řadu ocenění, roku 1909 byl jmenován senátorem. Jeho synem byl Giorgio Michetti, stíhací eso v první světové válce.